# تپه قزلیجه
تپه قزلیجه مربوط به دوره اشکانیان - دوره ساسانیان است و در شهرستان اراک، بخش مرکزی، دهستان امیریه، روستای قزلیجه واقع شده و این اثر در تاریخ ۲۶ اسفند ۱۳۸۷ با شمارهٔ ثبت ۲۶۱۱۰ به‌عنوان یکی از آثار ملی ایران به ثبت رسیده است.